# Nova Prospect
A Nova Prospect egy magyar rock együttes, 2007. április elsején alakult Kecskeméten. A banda elődje a Booboo's Punch nevű zenekar volt, amelyben a jelenlegi felállásból Kiss József (gitár), Kiss Dániel (dob) és Schautek Bálint (sampler) szerepelt. A "Booboo" feloszlása után Pásztóy Balázs (basszusgitár) és Besnyő Gabriella (ének) csatlakozásával lett teljes a Nova Prospect csapata.

## Története
- 2007 Napvilágot lát az első hangzóanyag Főnix címmel, ami igen pozitív visszhangra talált. Az első koncert július 13-án valósult meg, ami után nem volt megállás. A zenekar játszott olyan neves együttesekkel mint a Subscribe, Insane, Idoru és a Bikini. Az ABC tehetségkutatón pop-rock kategóriában 3. helyezést ért el.
- 2008 Májusában a "Szabadon" című dalra elkészült az első videoklip, majd szeptemberben a zenekar egy úgynevezett publishing szerződést kötött a BPRNR Kft-vel, így a menedzsment egy részét már Vörös András és csapata intézi.
- 2009 Februárjában megjelent az első nagylemez Lépj ki az árnyékból címmel. A korong 12 dalt tartalmaz. Ez év nyarán váltotta Pásztóy Balázst basszusgitárosi poszton Nagy Zsolt. Augusztusban a zenekar ismét videoklipet forgatott Ébren álmodunk című dalára.
- 2010 Megjelent a Hívójel digitális EP. Három új nótát, valamint egy korábbi nóta remixét és két korábbi nóta akusztikus változatát tartalmazza.
- 2011 Megjelent a Minden nap háború digitális EP. Négy új nóta, egy remix és egy akusztikus átirat szerepel rajta.
- 2015 Megjelent a második, Szemben az óriás c. album, 11 új nótával, CD lemezen, ismét az Edge/HMR Music gondozásában, a HammerWorld magazin mellékleteként, de külön is beszerezhető. Az Amíg van benned élet nótában Halák Árpi (Stubborn), az Egy szó címűben pedig Siklósi Örs (AWS) énekel Gabi mellett.
- 2016 Ebben az évben, ahogy a következő években is, országszerte rengeteg koncertet ad a zenekar.
- 2017 A Nova Prospect nyerte a Wacken Metal Battle hazai döntőjét, így felléphettek az augusztus 3-4-5 -én lebonyolított, legnagyobb európai metal összejövetelen, a Wacken Fesztiválon. December elején megjelenik a Fényhozó digitális EP. Három új nóta mellett megtalálható rajta a zenekar legelső nótája, a Főnix újrafelvett változata és a Vigyázó c. nóta remix változata. Az EP második, Vigyázó c. nótája bejutott A Dal (2018) televíziós műsorba, ahol becsülettel helyt álltak.
- 2018 Év elején Nagy Zsolt helyét Kósa Dániel veszi át basszeros poszton, aki néhány számban (stúdióban és koncerteken egyaránt) kiabálós/üvöltős énektémákat is vállal. Fellépnek a dunaújvárosi Rockmaraton fesztivál nagyszínpadán. A zenekar fellép A Dal c. televíziós műsorban, a Vigyázó című nótával. Ősszel megjelenik a Jövő kilátással c. harmadik album, amit már Kósa Danival, az új basszerossal vettek fel. A Fényvihar című nótában Gordán Julián (Phrenia énekes) vendégszerepel. Az album CD változatát a HammerWorld magazin mellékleteként, digipak CD formában pedig boltokban és a banda koncertjein lehet beszerezni. A korong 10 új nótát, plusz bónuszként a korábban csak digitálisan megjelent Vigyázó c. nótát tartalmazza.
- 2019 A már szokásosnak mondható rengeteg klubbuli mellett a zenekar fellép az AWS vendégeként a budapesti Akvárium nagytermében és a legnagyobb hazai metal fesztiválon, a dunaújvárosi Rockmaraton nagyszínpadán is. Augusztusban hazai pályán, a Kecskeméti Hírös Napok keretében adnak rendkívül látványos nagykoncertet.
- 2020 Az év elején kialakult COVID vírushelyzet miatti korlátozásokkal, elmaradt bulikkal terhelt évben is több fellépésük volt. Legkülönlegesebb az augusztusi Kecskeméti Hírös Napokon fő időben adott, nagy sikerű akusztikus koncert.
- 2021 Újabb korlátozássokkal teli év, a vírushelyzet miatt több koncert elmarad, ennek ellenére a zenekar ebben az évben is sok helyen lép fel. Októberben megjelenik a negyedik, Törékeny egyensúly című album, CD formátumban ismét a HammerWorld Magazin mellékleteként, digipak CD -ként pedig külön is megvásárolható. Ezúttal Kis Milán (Kies) és Kerecsen László (New Friend Request) szerepel vendégénesként az album egy-egy nótájában. Az zenekar év végén ismét bejut A Dal (2022) televíziós műsorba, a Törékeny egyensúly albumon megjelent Utolsókból elsők c. dallal.

## Tagok

### Jelenlegi tagok
- Besnyő Gabriella – ének (2007 óta)
- Kiss József – gitár (2007 óta)
- Kiss Dániel – dobok (2007 óta)
- Pásztóy Balázs – basszusgitár (2007-2009, 2023 óta)
- Schautek Bálint – sampler, billentyűs hangszerek (2007 óta)

### Korábbi tagok

#### Basszusgitár
- Nagy Zsolt (2009–2018)
- Kósa Dániel (2018–2023)

## Diszkográfia

### Kislemezek, demók
- Főnix (2006)
- Szabadon (2008)
- Hívójel (2010)
- Minden nap háború (2011)
- Fényhozó (2017)

### Albumok
- Lépj ki az árnyékból (2009)
- Szemben az óriás (2015)
- Jövő kilátással (2018)
- Törékeny egyensúly (2021)